# Santa Eugénia de Rio Covo
Santa Eugénia de Rio Covo (oficialmente, Rio Covo (Santa Eugénia)) é uma freguesia portuguesa do município de Barcelos, com 3,13 km² de área e 1556 habitantes (censo de 2021). A sua densidade populacional é 497,1 hab./km².

## Demografia
A população registada nos censos foi:
| Distribuição da População por Grupos Etários | Distribuição da População por Grupos Etários | Distribuição da População por Grupos Etários | Distribuição da População por Grupos Etários | Distribuição da População por Grupos Etários |
| -------------------------------------------- | -------------------------------------------- | -------------------------------------------- | -------------------------------------------- | -------------------------------------------- |
| Ano                                          | 0-14 Anos                                    | 15-24 Anos                                   | 25-64 Anos                                   | > 65 Anos                                    |
| 2001                                         | 283                                          | 233                                          | 713                                          | 170                                          |
| 2011                                         | 245                                          | 201                                          | 846                                          | 191                                          |
| 2021                                         | 206                                          | 194                                          | 884                                          | 272                                          |

## Património
- Igreja Paroquial de Santa Eugénia de Rio Covo
- Confraria da Senhora da Vitória

## Resultados eleitorais

### Eleições autárquicas (Junta de Freguesia)
| Partido     | %    | M    | %    | M    | %    | M    | %    | M    | %    | M    | %    | M    | %    | M    | %    | M    | %    | M    | %    | M    | %    | M    |
| Partido     | 1976 | 1976 | 1979 | 1979 | 1982 | 1982 | 1985 | 1985 | 1989 | 1989 | 1993 | 1993 | 1997 | 1997 | 2001 | 2001 | 2005 | 2005 | 2009 | 2009 | 2013 | 2013 |
| ----------- | ---- | ---- | ---- | ---- | ---- | ---- | ---- | ---- | ---- | ---- | ---- | ---- | ---- | ---- | ---- | ---- | ---- | ---- | ---- | ---- | ---- | ---- |
| PPD/PSD     | 58,9 | 4    | 74,7 | 7    | 55,5 | 5    | 45,9 | 4    | 56,2 | 6    | 47,3 | 5    | 60,6 | 6    | 62,7 | 6    | 57,8 | 6    | 41,1 | 4    |      |      |
| PS          | 38,1 | 3    |      |      | 22,6 | 2    |      |      | 24,2 | 2    | 40,3 | 4    | 36,2 | 3    | 28,1 | 3    | 34,3 | 3    | 56,9 | 5    | 71,4 | 7    |
| APU/CDU     |      |      | 23,4 | 2    | 18,7 | 2    | 15,3 | 1    | 16,0 | 1    | 9,1  | -    |      |      | 5,8  | -    | 3,9  | -    |      |      |      |      |
| CDS-PP      |      |      |      |      |      |      | 25,3 | 2    |      |      |      |      |      |      |      |      |      |      |      |      |      |      |
| PSD-CDS-PPM |      |      |      |      |      |      |      |      |      |      |      |      |      |      |      |      |      |      |      |      | 22,9 | 2    |